# 흥해 배씨
흥해 배씨(興海 裵氏)는 경상북도 포항시 북구 흥해읍을 본관으로 하는 한국의 성씨이다. 시조 ㅜㅜ배경분(裵景分)(무열공 7세손)은 고려시대에 검교장군(檢校將軍)을 역임했으며, 그의 6세손 배전(裵詮)이 고려 충혜왕 때 호군(護軍)을 거쳐 군부판서(軍簿判書)로 조적(曺頔)의 난 때 왕을 호종한 공으로 익대좌명공신(翊戴佐命功臣) 삼중대광첨의평리(三重大匡僉議評理)에 책록되고 흥해군(興海君)에 봉해졌다.

## 시조
흥해 배씨(興海 裵氏)의 시조 배경분(裵景分)은 
```
고려 삼중대광(三重大匡) 가락군(駕洛君)에 봉해진 배사혁(裵斯革)의 넷째 아들 배오룡(裵五龍)의 아들이며, 고려시대에 검교장군(檢校將軍)을 역임했다. 그의 6세손 배전(裵詮)이 
고려
 
충혜왕
 때 호군(護軍)을 거쳐 군부판서(軍簿判書)로 조적(曺頔)의 난 때 왕을 호종한 공으로 익대좌명공신(翊戴佐命功臣) 삼중대광첨의평리(三重大匡僉議評理)에 책록되고 흥해군(興海君)에 봉해졌다. 후손들은 배경분을 시조로 하고 흥해를 본관으로 삼아 세계를 이어오고 있다.
```

## 본관
흥해(興海)는 경상북도 포항시(浦項市) 흥해읍 일대의 옛 지명이다. 삼한시대에 다벌국이 있었다고 한다. 신라 때에는 퇴화군(退火郡)이라 불렀다가, 757년(신라 경덕왕 16)에 의창군(義昌郡)으로 개칭하였고 신라 말기에는 남북미질부성(南北彌秩夫城) 이라고도 불렸다. 930년(고려 태조 13)에 남북미질부성을 다시 합쳐 흥해군(興海郡)으로 고쳤다.

## 인물
- 배상도 - 고려 말에 보문각 직제학을 지냈다.
- 배상지(裵尙志) - 고려 말에 판사복시사를 역임하였다. 두문동칠십이현(杜門洞七十二賢) 중 한 명으로, 조선이 개국되자 벼슬을 버리고 은거하였다.
- 배둔 - 조선 태종 때 형조참의를 거쳐 황해도 관찰사를 지냈다.
- 배지눌 - 조선 예종 때 한성 판관을 지냈다.
- 배환 - 조선 태종 때 전라도 관찰사를 거쳐 판진주목사를 지냈다.
- 배용길 - 임진왜란 때 의병을 일으켜 공을 세웠으며, 충청도 도사를 지냈다.
- 배삼익 - 조선 명종 때 상호군을 거쳐 황해도 관찰사를 지냈다.
- 배영진 - 독립운동가로 일제에 의하여 국권이 상실된 뒤 만주로 망명하여 한족회의 일원으로 동포들의 정착을 돕고 영춘학교, 협창학교를 세워 교육사업에도 힘썼다.
- 배순훈 - 前 제4대 정보통신부 장관, 現 기업인
- 배재성 - 기자,앵커,KBS스포츠대표

## 과거 급제자
흥해 배씨는 조선시대 문과 급제자 11명을 배출하였다.
문과
배강(裵杠) 배남(裵楠) 배둔(裵屯) 배삼익(裵三益) 배상규(裵相奎) 배상현(裵象鉉) 배소(裵素) 배용길(裵龍吉) 배한주(裵漢周) 배환(裵桓) 배효숭(裵孝崇)
무과
배삼창(裵三昌) 배상진(裵尙禛) 배육서(裵六瑞) 배인춘(裵仁春) 배학도(裵學道) 배호례(裵好禮)
생원시
배삼익(裵三益) 배상은(裵相殷) 배상익(裵相益) 배선만(裵善萬) 배헌(裵巘) 배회주(裵會周) 배희목(裵熙穆)
진사시
배상련(裵相璉) 배용길(裵龍吉) 배득인(裵得仁) 배이순(裵以純) 
음관
배상규(裵相奎) 배상현(裵象鉉) 배헌장(裵憲璋)

## 집성촌
- 경북 안동시 풍산읍 매곡리
- 경북 봉화군 봉화읍 석평리
- 황해도 은율군 장연면 율리
- 황해도 신천군 문무면 추능리
- 황해도 재령군
- 경북 의성군 다인면 삼분리